# Zračno pravo
Zračno pravo je sustav pravnih pravila koja uređuju pravni status zračnog prostora, zračnog prometa, pravni status zrakoplova i pravni režim u pojedinim zračnim prostorima.
Iako svaka država ima svoje propise iz domene zračnog prava, međunarodna pravila imaju daleko veće značenje. Konvencija o međunarodnom civilnom zrakoplovstvu (poznatija kao Čikaška konvencija) najvažniji je instrument međunarodnog javnog zračnog prava.